# Ola Håkansson
Pour les articles homonymes, voir Håkansson.
Ola Håkansson (né le 24 mars 1945 à Stockholm) est un chanteur, acteur et producteur suédois, membre du groupe de musique pop Secret Service.
Il commence sa carrière grâce au groupe Ola and the Janglers dans les années 1960. On le trouve dans le film Ola et Julia de Jan Halldoff, sorti en 1967. L'artiste a fait quelques disques solo pendant les années 1970 avant de devenir le chanteur du groupe Secret Service dans les années 1980. Il enregistre le titre The Way You Are en 1986 avec Agnetha Fältskog, chanteuse d'ABBA. La chanson sera très populaire en Scandinavie.
Il fonde, avec Tim Norell et Alexander Bard (membre d'Army of Lovers), le trio de producteurs Norell Oson Bard en 1992 puis crée la maison de disques Stockhom Records qui produit les Cardigans et les A-Teens. Le label est racheté par Universal en 1998.
Durant l'année 2007/2008, il présente le programme radio Stadshotellet med Ola Håkansson sur la station suédoise P4.

## Discographie
Albums
- Solo, 1969
- Ola Håkansson, 1971
- Drömmens Dag (Ola, Frukt & Flingor), 1972
- Från Tryckare Till Shake(Ola, Frukt & Flingor), 1974
- 3 (Ola, Frukt & Flingor), 1975
- O.F.F. (Ola, Frukt & Flingor), 1976

Singles
- Om Vi Hade En Dag, 1968
- Du Skänker Mening Åt Mitt Liv, 1969
- Nu Har Vi Sommar'n Här Igen, 1969
- På Champs-Élysées, 1969
- Söta Belinda, 1970
- Cecilia, 1970
- Välkommen Till Tusen, 1970
- Hej Där, Nya Dag, 1972
- När Skratt Förbyts Till Gråt (Nyklassikerna), 1971
- Häng Me' På Party (Ola, Frukt & Flingor), 1972
- Kiviks Marknad (Ola, Frukt & Flingor), 1972
- Nä'men Hej (Ola, Frukt & Flingor), 1973
- Do You Wanna Dance (Ola, Frukt & Flingor), 1973
- Honey-Pie (Ola, Frukt & Flingor), 1977
- Det Känns Som Jag Vandrar Fram (Ola + 3), 1979
- The Way You Are (avec Agnetha Fältskog), 1986
- When Your Heartache Is Over (Håkansson, Hansson, Norell & Ekman), 1989

## Filmographie
- 1967 Ola och Julia, de Jan Halldoff
- Drra på - kul grej på väg till Götet, de Hasse Wallman